# Neolamarckia cadamba
Neolamarckia cadamba, também chamada localmente de cadamba, kadam ou kadamba, é uma árvore perenifólia tropical nativa da Ásia Meridional e do Sudeste Asiático. O nome do gênero homenageia o naturalista francês Jean-Baptiste Lamarck.
A espécie possui flores alaranjadas perfumadas em cachos globulares densos. As flores são usadas em perfumes. A árvore é cultivada como planta ornamental e para madeira e fabricação de papel. A cadamba tem importância nas religiões indianas.

## Descrição
Uma árvore de cadamba totalmente madura pode atingir até 45 metros de altura. É uma árvore grande com copa ampla e tronco cilíndrico reto. Cresce rapidamente, com ramos amplamente espalhados, e desenvolve-se rapidamente nos primeiros 6–8 anos. O tronco tem um diâmetro de 100–160 cm, mas geralmente menos que isso. As folhas têm de 13 a 32 cm de comprimento. A floração geralmente começa quando a árvore tem 4–5 anos.
Suas flores são docemente fragrantes, de cor vermelha a laranja, ocorrendo em 'cabeças globulares' densas com aproximadamente 5.5 cm de diâmetro. O fruto de N. cadamba ocorre em cápsulas pequenas e carnosas, agrupadas para formar uma infrutescência carnosa amarelo-alaranjada contendo cerca de 8.000 sementes. Ao amadurecer, o fruto se divide, liberando as sementes, que são então dispersas pelo vento ou pela chuva.
Cada flor apresenta cinco estames, inseridos no tubo da corola, com filamentos curtos e anteras basifixadas. O ovário é inferior, bilocular, às vezes 4-locular na parte superior, com estilete exsertado e estigma em forma de fuso. Quando fecundada, gera frutos com frutículos numerosos, com suas partes superiores contendo 4 estruturas ocas ou sólidas. As sementes são trigonais ou de forma irregular. Em relação à madeira, o alburno é branco com um leve tom amarelado, tornando-se amarelo-cremoso ao ser exposto, e não é claramente diferenciado do cerne.

## Ecologia
N. cadamba é nativa das seguintes áreas:
- Sul da China;[6]
- Subcontinente indiano: Índia (norte e oeste), Bangladexe, Nepal, Sri Lanca;
- Sudeste Asiático: Camboja, Laos, Myanmar, Tailândia, Vietnã, Indonésia, Malásia, Papua-Nova Guiné, Austrália.

É uma espécie introduzida no Porto Rico na Floresta Estatal de Toro Negro.
As flores da cadamba atraem polinizadores. Além disso, as larvas de Moduza procris, uma borboleta da família Nymphalidae, e de Arthroschista hilaralis, uma mariposa da família Crambidae, consomem esta espécie.

## Taxonomia

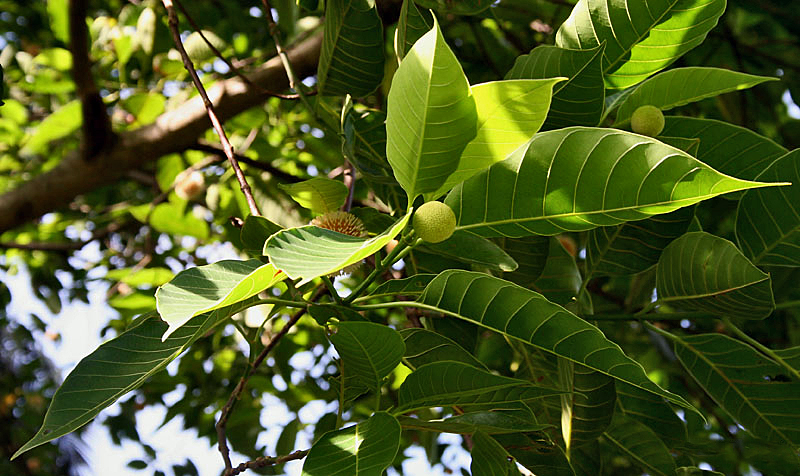
Flores e botões florais da cadamba.

O nome botânico desta espécie tem sido objeto de um longo debate taxonômico, iniciado na década de 1930. O problema surgiu porque os nomes científicos são baseados em espécimes-tipo. Em 1785, Jean-Baptiste Lamarck descreveu um espécime sob o nome Cephalanthus chinensis, afirmando que ele vinha de Madagáscar. Em 1830, Achille Richard criou o nome Anthocephalus indicus, afirmando que a espécie vinha da Ásia e que sua descrição era baseada no mesmo espécime de Lamarck, Cephalanthus chinensis. De acordo com as regras do Código Internacional de Nomenclatura Botânica, Richard deveria ter usado o nome A. chinensis em vez de A. indicus, pois não deveria ter alterado o epíteto específico.

A questão é se Richard estava realmente usando o mesmo espécime de Lamarck; a origem geográfica é dita diferente, e as descrições não correspondem; por exemplo, no C. chinensis de Lamarck, as inflorescências são axilares, enquanto no Anthocephalus de Richard, elas são terminais. Se os espécimes fossem os mesmos, então Anthocephalus seria um sinônimo do Cephalanthus de Madagáscar e não poderia ser um nome genérico para a árvore cadamba asiática. Se fossem diferentes (apesar da afirmação de Richard de que eram os mesmos), então Anthocephalus poderia ser um nome genérico para a árvore cadamba. Com base nesta última visão, o nome Anthocephalus chinensis também tem sido amplamente usado para a árvore cadamba.

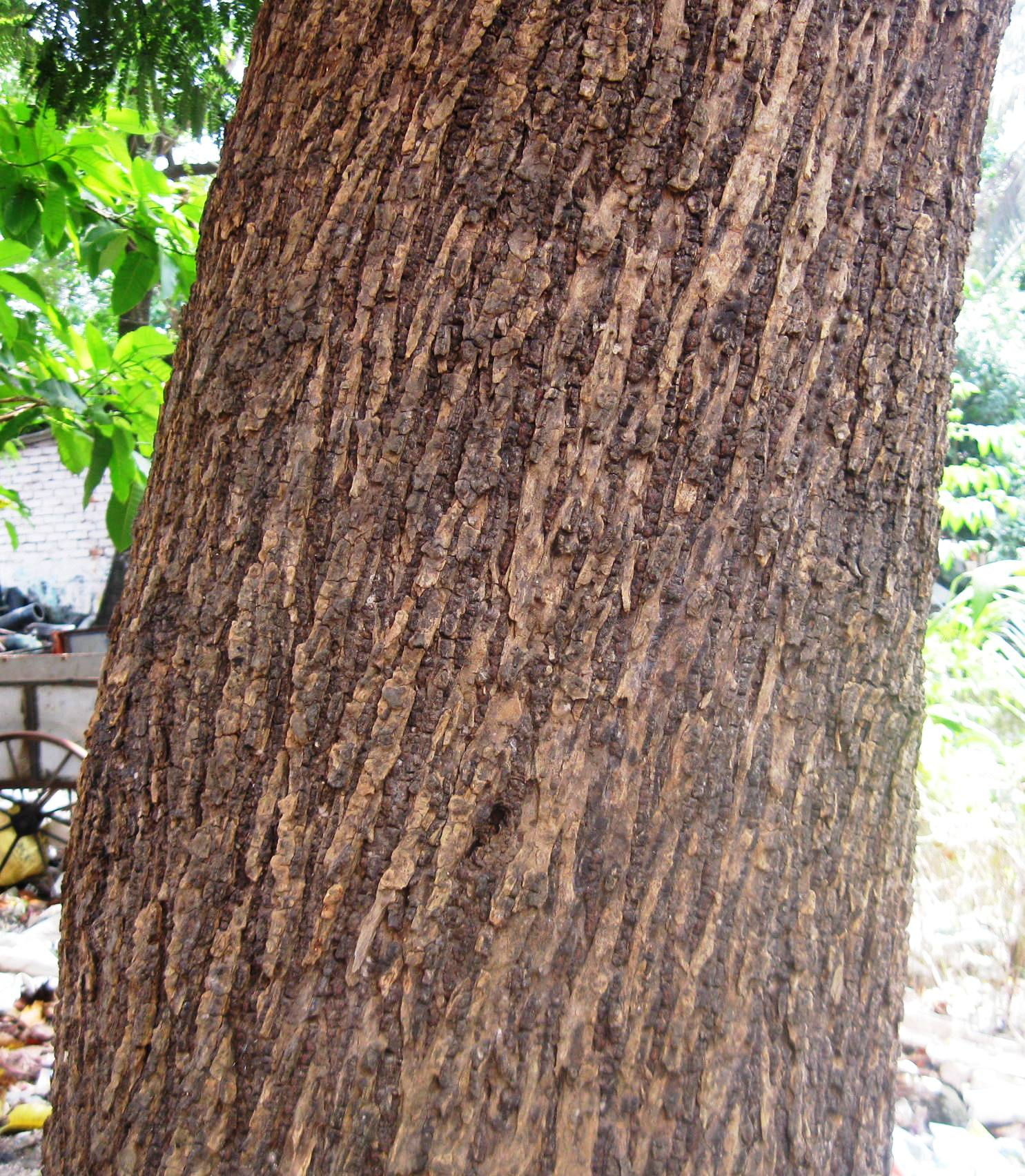
Tronco da árvore cadamba.

A visão atual adotada pela maioria das fontes taxonômicas é que o A. indicus ou A. chinensis de Richard é um sinônimo de C. chinensis (agora transferido para o gênero Breonia [en] como Breonia chinensis (Lam.) Capuron), e que o uso generalizado do nome A. chinensis para a árvore cadamba é um erro. (Este sentido errôneo do nome científico é indicado escrevendo A. chinensis auct., onde "auct." é uma abreviação do latim para "de autores", ou seja, em vez da autoridade correta.)
Dado que o nome de Richard para a árvore cadamba está incorreto, o nome mais antigo é Nauclea cadamba de William Roxburgh, de 1824. Em 1984, Jean Marie Bosser criou o novo nome genérico Neolamarckia, homenageando Lamarck, para o gênero asiático que correspondia à descrição de Richard de seu Anthocephalus, transferindo Nauclea cadamba como Neolamarckia cadamba (Roxb.) Bosser. No entanto, nem todas as fontes botânicas aceitaram essa análise taxonômica, e o nome Anthocephalus ainda está em uso para o gênero asiático.

## Usos

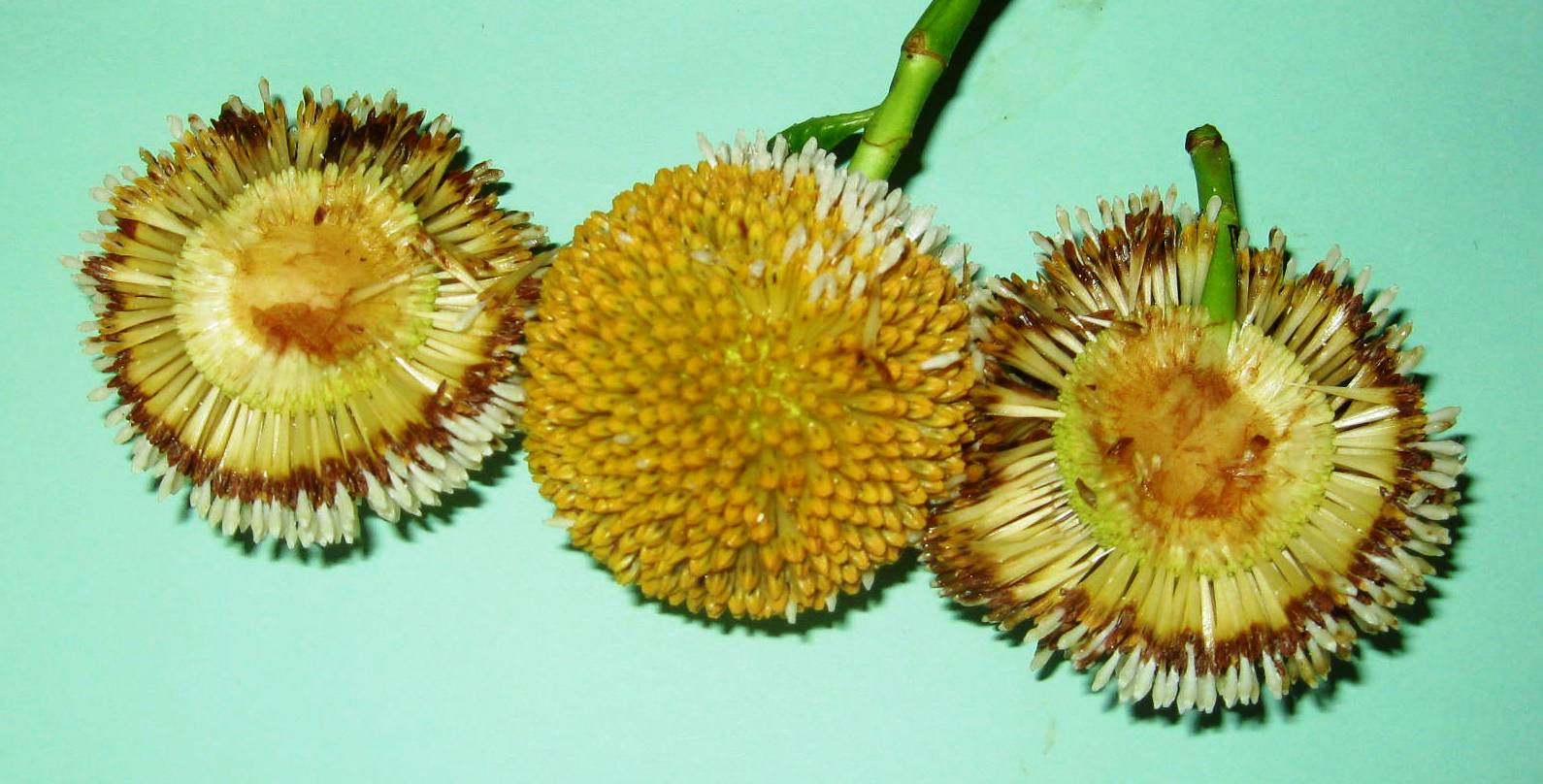
Flores da cadamba (N. cadamba), uma completa e duas metades abertas.

Os frutos e inflorescências são supostamente comestíveis por humanos. As folhas frescas são usadas como alimento para o gado. N. cadamba é cultivada como planta ornamental, e para madeira de baixa qualidade e papel. A madeira é usada para compensados, construção leve, polpa e papel, caixas e engradados, canoas escavadas e componentes de móveis. A cadamba produz uma polpa de brilho satisfatório e desempenho como folha manual. A madeira pode ser facilmente impregnada com resinas sintéticas para aumentar sua densidade e resistência à compressão. A madeira tem uma densidade de 290–560 kg/m³ a 15% de umidade, textura fina a média; grão reto; baixo brilho e não possui odor ou sabor característico. É fácil de trabalhar com ferramentas manuais e mecânicas, corta limpo, proporciona uma superfície muito boa e é fácil de pregar. A madeira seca ao ar rapidamente com pouco ou nenhuma degradação. A madeira da cadamba é muito fácil de preservar usando sistemas de tanque aberto ou de pressão e vácuo.
A cadamba é uma das árvores mais frequentemente plantadas nos trópicos. É cultivada ao longo de avenidas, margens de estradas e vilas para gerar sombra. As cadambas são adequadas para programas de reflorestamento. Ela gera grandes quantidades de folhas e detritos não foliar que, ao se decompor, melhora algumas propriedades físicas e químicas do solo sob sua copa. Isso reflete um aumento no nível de carbono orgânico do solo, capacidade de troca catiônica, nutrientes disponíveis para as plantas e bases trocáveis.
Um corante amarelo é obtido da casca da raiz. As flores da cadamba são uma matéria-prima importante na produção de ‘attar’, um perfume indiano com base de sândalo (Santalum spp.) no qual uma das essências é absorvida por hidro-destilação. Um extrato das folhas da cadamba serve como gargarejo bucal. O fruto bulboso (que contém flores) é comestível e consumido cru no norte da Índia. É fragrante, doce e levemente ácido no sabor e é amplamente apreciado como acompanhamento.
O extrato de folhas foi recentemente usado para produzir nanopartículas de prata para espectroscopia Raman amplificada por superfície.

## Significado cultural

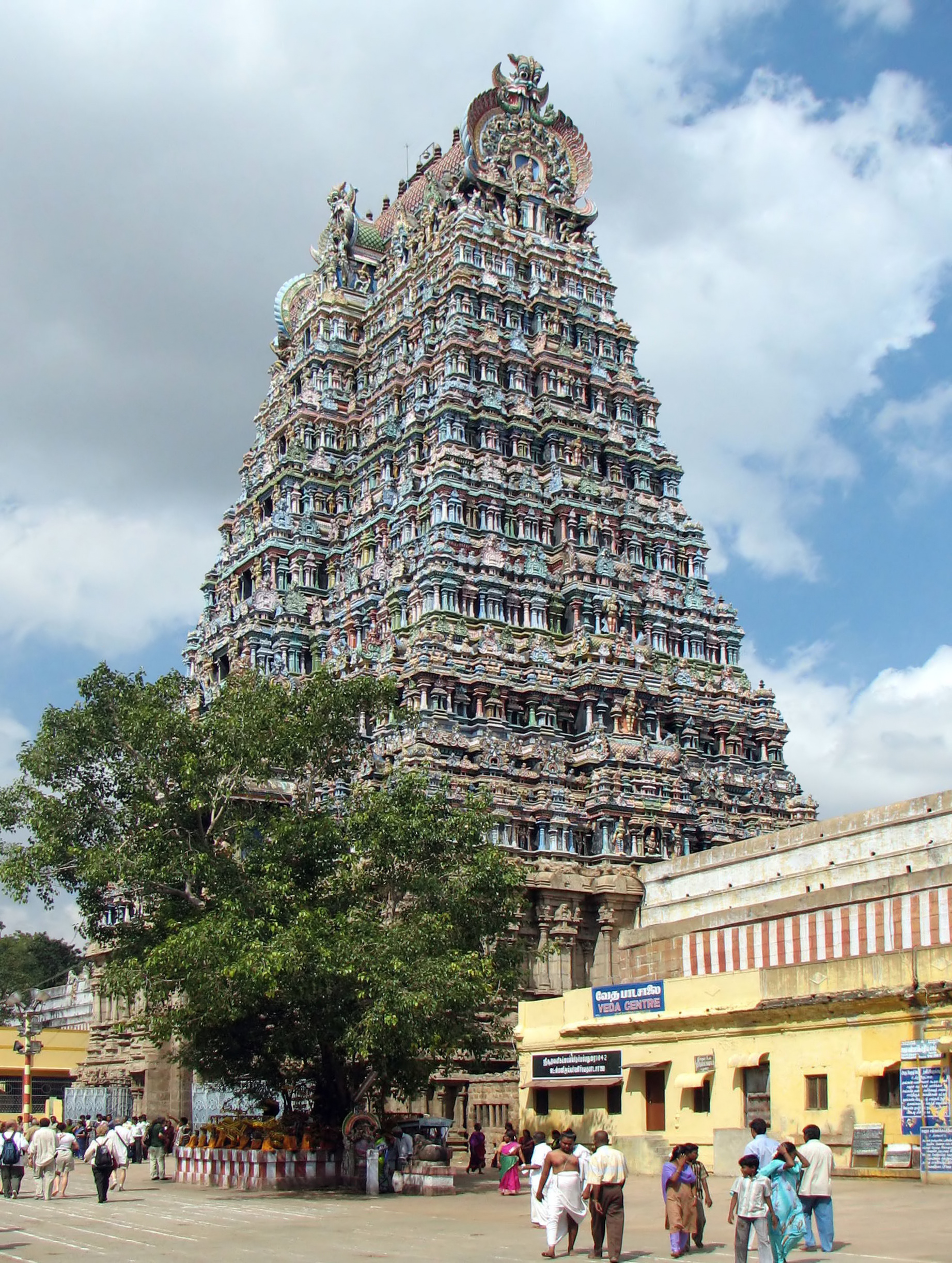
Árvore cadamba na entrada do templo Meenakshi, Madurai, Tamil Nadu, Índia.

### Simbolismo
A flor da cadamba foi o emblema do Estado de Athmallik [en], um dos estados principescos da Índia durante o período colonial do Raj Britânico.
A cadamba dá seu nome à Dinastia Cadamba [en] que governou a partir de Banavasi, no que é hoje o estado de Karnataka, na Índia, de 345 a 525 d.C., conforme a inscrição de Talagunda de cerca de 450 d.C. A árvore cadamba era considerada uma árvore sagrada [en] pela dinastia Cadamba.
De acordo com a tradição hindu, os 27 nakshatras [en], que constituem 12 casas da astrologia (Rasis) e nove planetas, são especificamente representados precisamente por 27 árvores — uma para cada estrela. Diz-se que a árvore cadamba representa a constelação Shatabhisha, correspondendo aproximadamente a Aquarius.

### Significado religioso
A cadamba é mencionada no texto Bhagavata Purana. Na Índia do Norte, é associada a Krishna, enquanto no sul é conhecida como "a árvore de Parvati". Supõe-se que Rada e Krishna tenham brincado na sombra hospitaleira e perfumada da árvore cadamba. No período Sangam [en] de Tâmil Nadu, Murugan da colina Tirupparankundram de Madurai era referido como um centro de adoração da natureza. Ele estava na forma de uma lança sob uma árvore cadamba.
Um episódio da vida de Krishna narra quando ele roubou as vestes das gopis enquanto elas se banhavam em um lago perto de Vrindavan. Varuna, o deus do mar, havia proibido o banho nu em rios, lagos e outros lugares públicos, mas as gopis frequentemente o faziam. Um dia, para lhes ensinar uma lição, Krishna chegou à margem do lago onde elas estavam se banhando, pegou suas vestes e as espalhou nos galhos de uma árvore cadamba próxima. Ele mesmo subiu na árvore e se escondeu atrás de um galho. Após o banho, as gopis procuraram suas vestes, mas não as encontraram. De repente, sua atenção foi atraída para a árvore cadamba próxima pelo movimento de seus galhos. Quando olharam para cima, viram Krishna escondido ali e suas vestes espalhadas por todos os galhos da árvore. Krishna insistiu que elas saíssem nuas para receber suas vestes. Este episódio é retratado em canções, histórias, pinturas e artefatos, tendo a árvore cadamba como pano de fundo.
"Karam-Cadamba" é um festival de colheita popular, celebrado no décimo primeiro dia lunar do mês Bhadrapada (sexto mês do calendário hindu, entre agosto e setembro). Um galho da árvore é trazido e adorado no pátio da casa. Mais tarde, no mesmo dia, espigas jovens de grãos são distribuídas entre amigos e parentes. Este costume festivo foi adotado pelo povo Tulu. Onam [en] (Kerala) e Huttari (Kodagu [en]) são variantes regionais deste festival. Kadambotsava ("O festival da Cadamba") também é o festival celebrado todos os anos pelo governo de Karnataka em honra ao reino Cadamba, o primeiro reino governante de Karnataka, em Banavasi [en], pois foi ali que os reis Cadamba organizavam o festival da primavera todos os anos.
A árvore cadamba também está associada a uma divindade arbórea chamada Kadambariyamman. A cadamba, que é considerada a Sthala Vriksha [en] ("árvore do lugar") da cidade que é conhecida como Kadambavanam (floresta de cadamba) e está presente no Templo de Meenakshi Amman. Uma relíquia murcha da cadamba também é preservada ali.
No budismo Teravada, a árvore cadamba foi onde Sumedha Buda alcançou a iluminação.

### Poesia
A árvore cadamba está associada às agradáveis chuvas de monção após o verão, como percebido nestes versos de Ritusamharam [en] por Calidaça:

And the forest, its heat cooled - E a floresta, seu calor resfriado
all over by showers of rain, - por chuvas em toda parte,
is as if filled with great delight: - está como se cheia de grande deleite:
the kadamba flowering everywhere, - a cadamba florescendo por toda parte,
and tree branches dancing in the breeze - e os galhos das árvores dançando na brisa
as the ketaki laughs with its needle leaves. - enquanto o ketaki ri com suas folhas em agulha.

As flores da cadamba despertam um profundo anseio em amantes separados pelas monções, quando as viagens se tornam árduas e as reuniões parecem distantes:

And the breeze rustling through - E a brisa farfalhando através
groves of sarja and kadamba, - dos bosques de sarja e cadamba,
of arjuna, nipa, ketaki trees, - de árvores arjuna, nipa, ketaki,
carrying their flower scents - carregando seus perfumes de flores
and also cooled by drizzling clouds: - também resfriada por nuvens chuviscantes:
whom does this not fill with longing? - a quem isso não enche de anseio?

A cadamba também está associada ao Senhor Krishna e à poesia bhakti, que mostra a separação entre os amantes Krishna e Radha durante a estação chuvosa. Bihari Lal [en] escreve:

Now leave all hope of help, the rains have come: - Agora abandone toda esperança de ajuda, as chuvas chegaram:
to bear the fragrance of kadamba flowers - suportar a fragrância das flores de cadamba
is certainly no game. - certamente não é brincadeira.

Alguns acreditam que esta espécie (Neolamarckia cadamba) não é a verdadeira cadamba referenciada na poesia Bhakti; em vez disso, a cadamba do gênero Mitragyna [en], Mitragyna parvifolia, que cresce ao redor de Vrindavan, seria a verdadeira.